# Max Bondy

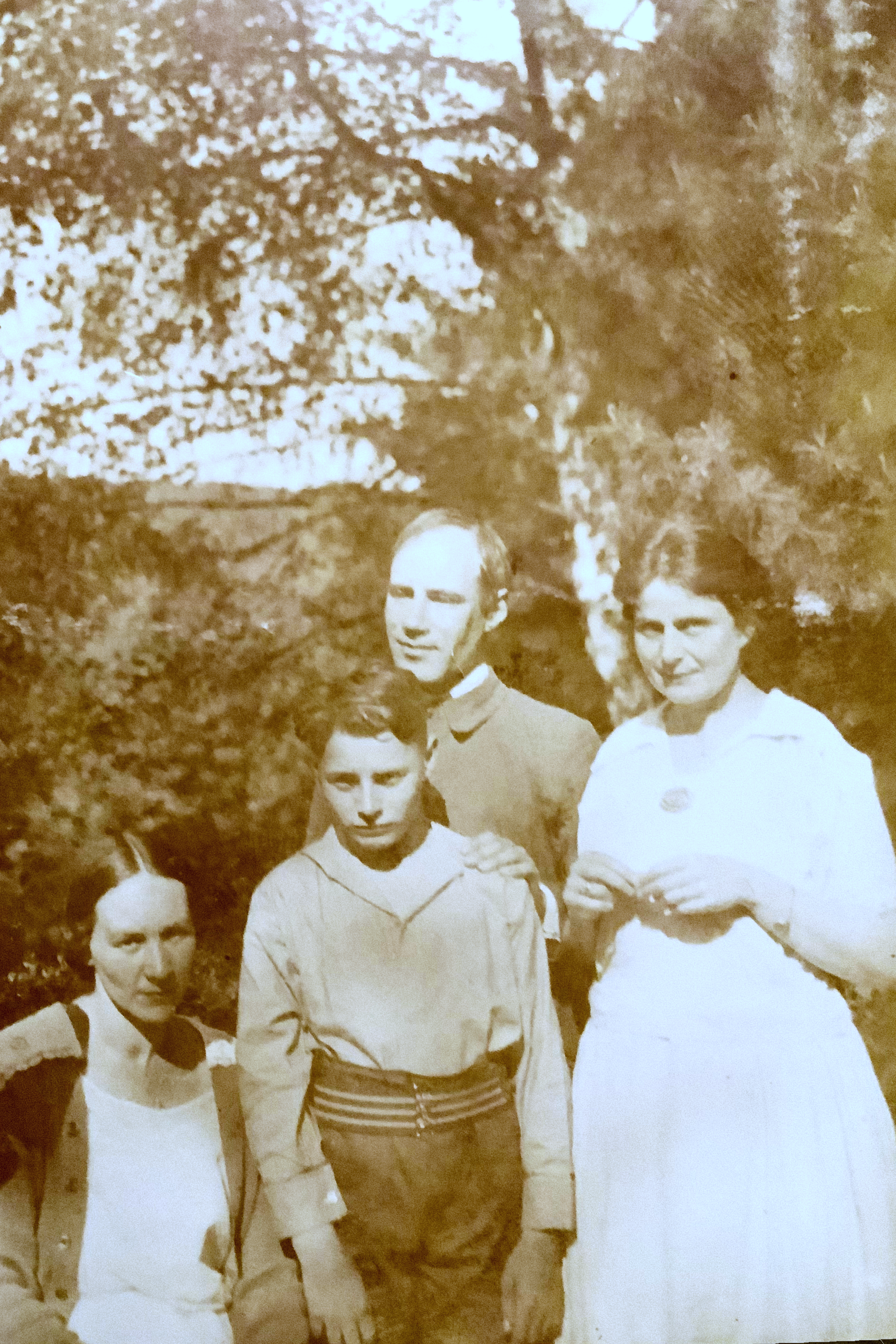
Max und Gertrud Bondy, mit Hans Baake und Martha Philips, Gandersheim 1925

Max Bondy (* 11. Mai 1892 in Hamburg; † 13. April 1951 in Boston, Massachusetts) war ein deutscher Reformpädagoge jüdischer Herkunft und ein Gründer von Landerziehungsheimen. Nach Zwangsenteignung und Flucht vor der nationalsozialistischen deutschen Diktatur 1937 emigrierte er zuerst nach Gland am Genfersee (Schweiz), dann 1939 in die USA und wurde US-amerikanischer Staatsbürger.

## Kindheit und Jugend
Max Bondy wurde als Sohn einer assimilierten jüdischen Kaufmannsfamilie geboren. Seine Eltern waren der 1888 von Prag nach Hamburg gekommene und 1902 in den hamburgischen Staatsverband aufgenommene Salomon Bondy (* 18. Mai 1856, † 4. September 1932; er nannte sich später Siegfried) und dessen Ehefrau Mary, geborene Lauer, die neben Max noch vier weitere Kinder hatten: Nelly (* 1893), die Zwillinge Curt Werner Bondy und Walter Karl Bondy (* 1894) sowie Herbert Fritz Bondy (1902–1972). Walter Karl Bondy fiel 1916 im Ersten Weltkrieg in Siebenbürgen.
Max Bondy besuchte in Hamburg das Wilhelm-Gymnasium bis zum Abitur 1910. Im Wintersemester 1910/11 studierte er „Rechte und Nationalökonomie“ in München, belegte aber schon zahlreiche Veranstaltungen in Philosophie und Kunstgeschichte. 1911 war er offiziell für kunstgeschichtliche Studienzwecke nach Italien beurlaubt. Im Wintersemester 1912/13 studierte er in Freiburg Geschichte und Kunstgeschichte. In Freiburg kam er erstmals mit der Jugendbewegung in Kontakt und wurde schließlich zu einem führenden Mitglied der Deutschen Akademischen Freischar (DAF). Im Sommersemester 1914 studierte er in Göttingen Geschichte und Germanistik. Der Ausbruch des Ersten Weltkriegs unterbrach das Studium. Max Bondy meldete sich auf dem Hintergrund seiner deutsch-nationalen Grundeinstellung sofort als Freiwilliger. Er blieb Soldat bis zur Novemberrevolution 1918, zuletzt als Offizier der Artillerie. Sein Studium beendete er 1919 in Erlangen mit einer Promotion in Kunstgeschichte. Das Thema seiner Dissertation lautete: „Baiersdorf. Eine kunstgeschichtliche Untersuchung.“

## Erste Schulgründung

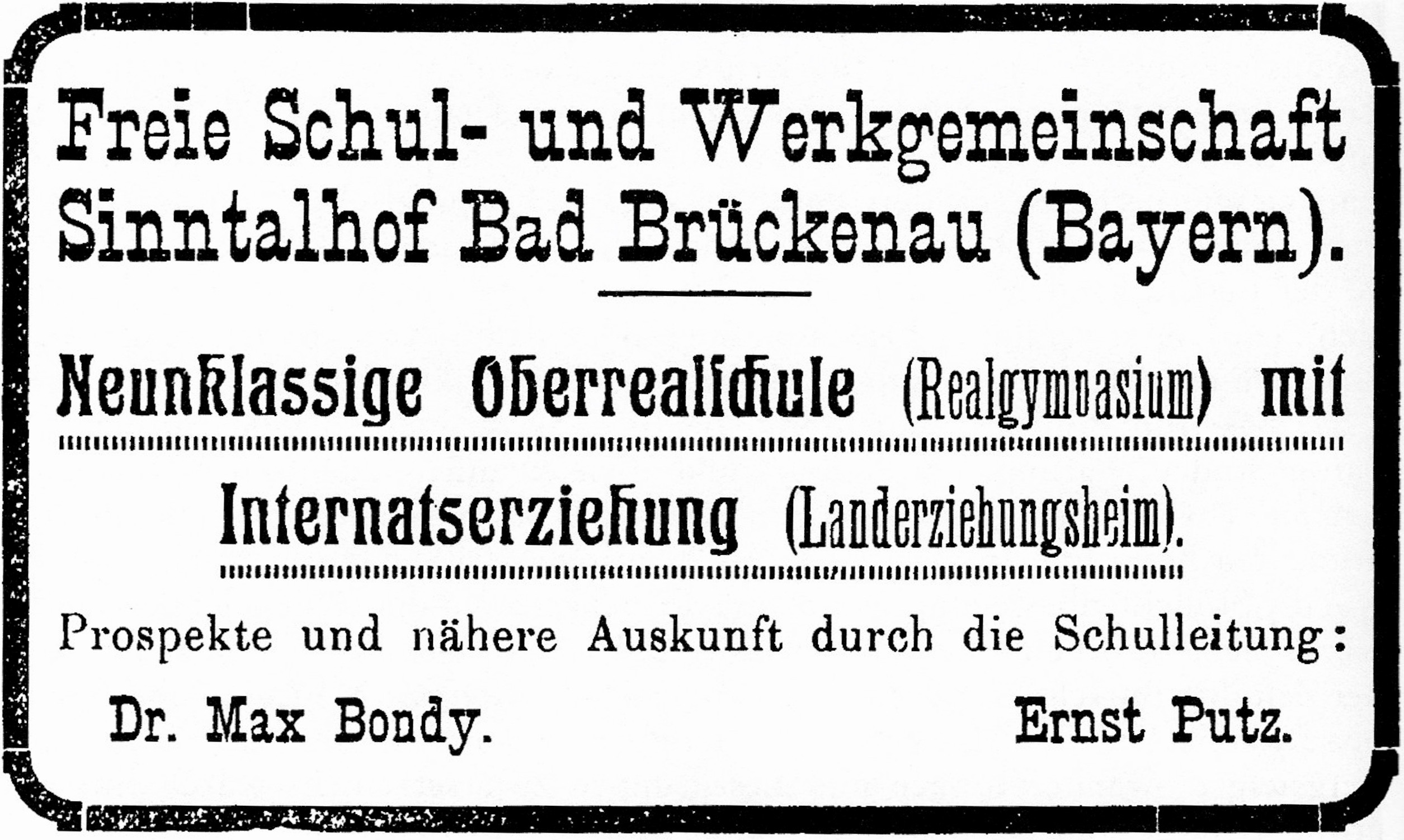
Werbeanzeige in den Kurlisten des Staatlichen Mineralbades Brückenau 1920/21

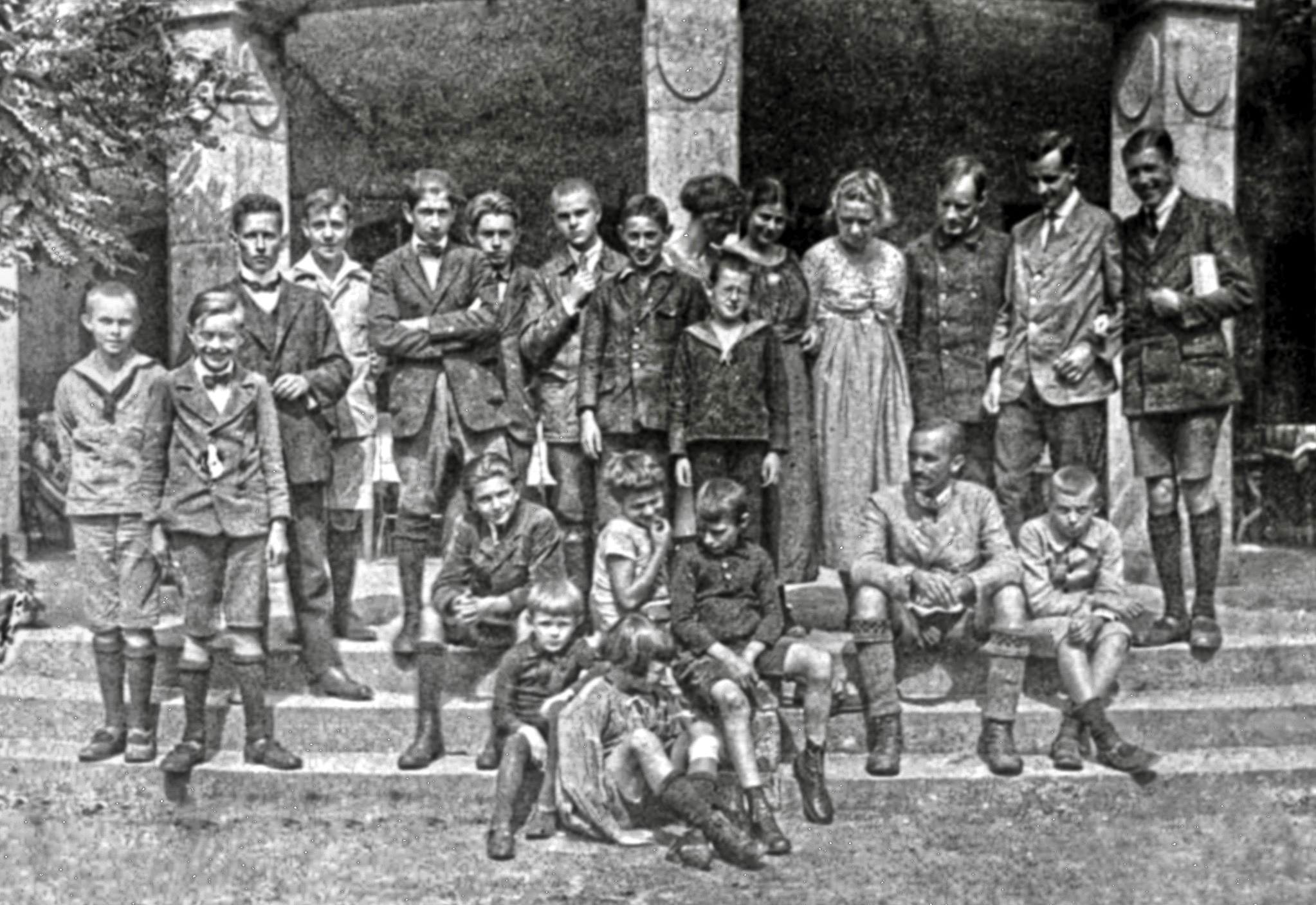
Schüler und Lehrer der Freien Schul- und Werkgemeinschaft Sinntalhof, ca. 1921

Zusammen mit Ernst Putz, Schüler von Martin Luserke aus der Freien Schulgemeinde Wickersdorf, gründete er 1920 auf dem Sinntalhof in Brückenau erstmals eine Schule, die Freie Schul- und Werkgemeinschaft Sinntalhof. Dieses Schulprojekt, an dem unter anderem auch Hedda Korsch unterrichtete, scheiterte wegen unüberbrückbarer Differenzen zwischen den beiden Partnern um die Leitungsfunktion.

## Schulgründungen zusammen mit Gertrud Bondy
Die Schulgründungen von Max und Gertrud Bondy stehen in der Tradition der deutschen Reformpädagogik.
1923 ging Max Bondy mit einem Teil der Schüler und Mitarbeiter der Freien Schul- und Werkgemeinschaft Sinntalhof nach Gandersheim in Niedersachsen. In Zusammenarbeit mit seiner Frau Gertrud Bondy, geb. Wiener (* 7. Oktober 1889 in Prag; † 30. April 1977 in Detroit), mit der er seit 1916 verheiratet war, formte er dort die Schulgemeinde Gandersheim.
Gertrud Bondy war ihrem Mann ähnlich und doch „ganz anders“. Sie war in Prag und Wien aufgewachsen, den Hochburgen moderner Kunst und Kultur des Fin de siècle, und stammte aus einer sehr kultivierten und hochgebildeten Familie. Ursprünglich wollte sie Konzertpianistin werden, doch unter dem Eindruck von Erlebnissen im Ersten Weltkrieg entschloss sie sich zum Studium der Medizin und absolvierte zusätzlich eine Ausbildung als Psychoanalytikerin, bei der sie Sigmund Freud und Anna Freud noch persönlich kennenlernte. Diese Voraussetzungen prädestinierten sie in besonderer Weise dazu, das Konzept der Schulgemeinde mitzugestalten und ihr ein an der psychoanalytischen Pädagogik orientiertes Profil zu geben. „Ihr pädagogisches Ziel war, den jungen Menschen stützend zu helfen, ihren eigenen Weg zu finden, ohne Ansprüche an sie zu stellen, die ihrem Wesen nicht entsprachen.“
Die Schulgemeinde Gandersheim zog 1929 nach Marienau um, wo sie sich Schulgemeinde auf Gut Marienau nannte. An beiden Einrichtungen unterrichtete von 1924 bis 1930 auch Alfred Ehrhardt, der 1928/29 vom Schuldienst befreit war, um am Bauhaus Dessau zu studieren.
Die Schulgemeinde auf Gut Marienau firmiert heute als Schule Marienau.

## Die Zeit des Nationalsozialismus
Folgt man Barbara Kersken, dann war Max Bondy in den Jahren 1931/1932 von einer Ahnung kommender harter Zeiten erfüllt.

„Wohl zu Recht diagnostiziert MAX BONDY in seiner Ansprache zum Sommerfest 1931, dass man ‚einem ganz harten Leben‘ entgegengehe und dass jetzt die ‚Zeiten liberal individueller Selbständigkeit vorbei‘ seien. Er vermutet – fast prophetisch – eine zunehmende ‚Verstärkung der Staatsmacht und des Staatsgedankens‘, mit der eine ‚uniformierende Wirkung auf allen Gebieten des menschlichen Lebens‘ einhergehe. Diese Einschätzung der politischen Situation, die auch schon die nicht wünschbaren Potentiale einer fast zwangsläufigen Entwicklung im Blick hat, stürzt MAX BONDY in eine fast verzweifelte Ratlosigkeit, die er ganz offen eingesteht, weil sie ‚an das Fundament gerade unserer besonderen Erziehungsart‘ heranreiche.“

Kersken zitiert ausführlich aus Morgenandachten und Chroniken, attestiert Bondy eine „fast seismographische[.] Wahrnehmung einer politischen Zeitenwende“ und sieht ihn „an der Schwelle zum nationalsozialistischen Staat, noch fest überzeugt, seine Schüler gegen diese aus seiner Sicht negativen Entwicklungstendenzen mobilisieren zu können. Auch glaubt er, dass er ihr Bewusstsein dafür schärfen kann, dass sie eine ‚über ihre Person herausgehende Mission haben. Sie müssen einer Zeit, die alles relativiert hat, und die schließlich auch das Menschliche als nebensächlich relativiert hat, zeigen, dass es ein Unbedingtes, ein Absolutes gibt und geben muss: eben gültige Menschlichkeit‘.“
Doch in diesen Zeiten angeblicher Ratlosigkeit gibt es auch Äußerungen Bondys, die eine gefährliche, ihm möglicherweise selber nicht bewusste, Nähe zu völkischem Denken aufzeigen. Im März 1932 referierte er in einer Morgenansprache:

„Ich habe mich bei Kriegsausbruch als Kriegsfreiwilliger gemeldet und war bis zum Schluß des Krieges im Felde. Diese Zeit, in der mir der Begriff ›Volk‹ als Schicksalsgemeinschaft ganz lebendig wurde, in der – zuerst wenigstens – alle sozialen Unterschiede im Dienste der großen gemeinsamen Aufgabe nebensächlich wurden, brachte mir den stärksten Eindruck meines Lebens.“

Diesen „stärksten Eindruck seines Lebens“ übertrug Bondy noch in der gleichen Ansprache auf den Alltag der Schulgemeinde und propagierte den Dienst in der schulischen Gemeinschaft als Einübung für den Dienst in einer größeren Gemeinschaft:

„Nur der, für den eine kleine Gemeinschaft wirkliches Erlebnis geworden ist, wird Worte wie ›Volk, Nation, Vaterland‹ nicht als Phrase im Munde führen, sondern als eine Aufgabe empfinden, in deren Dienst er über sein privates Ich hinausgehoben wird.“

Ein früherer Schüler Bondys erblickte in Bondys Gedanken eine fast bis zur Übertreibung getriebene Fetischisierung der Gemeinschaft. Kersken dagegen sieht in dieser Kritik eine extreme Auslegung Bondys, weil seine derartigen Überlegungen „wohl nur als politisch notwendige Anpassungsleistung für einen begrenzten Zeitraum [zutreffen], somit also […] nicht verabsolutiert werden dürfen“. Kappeler hält dem entgegen: „Es ist geradezu tragisch, dass sein Denken und seine Sprache ihn nach 1918 den ›Völkischen‹ gegenüber immer mehr annäherte, die er doch zunächst als ungebildete, den Kriterien des ›deutsch-adlige Wesens‹ nicht genügende Menschen abgelehnt hatte.“ Kappeler erkennt eine aus der Jugendbewegung kommende Blindheit gegenüber der nationalsozialistischen Programmatik, die dazu führte, dass Bondys Reden „in manchen Passagen wie eine Kritik an den Nationalsozialisten [klingen], in anderen Passagen wieder wie Zustimmung“. Wenn Kersken, wie schon zitiert, bei Bondy eine „fast seismographische Wahrnehmung einer politischen Zeitenwende“ erkennt, dann bekommt das vor dem Hintergrund einer Morgenandacht aus dem Januar 1933 eine völlig andere Bedeutung:

„Bei dieser Gelegenheit möchte ich auch noch sagen, daß wohl nicht der geringste Grund für die Befürchtung besteht, daß bei dieser Erziehung zur Menschlichkeit nicht der gleiche Wille, für Deutschland einzutreten vorhanden sein wird, der uns 1914 zu Kriegsfreiwilligen gemacht hat. Ich bin überzeugt, daß kein Alt-Marienauer zurückstehen wird, wenn eine ähnliche Situation wie 1914 entstehen sollte.“

Am Ende dieses Monats, in dem Bondy seine zuvor zitierte Morgenandacht gehalten hatte, fand Adolf Hitlers Ernennung zum Reichskanzler statt. Max Bondy reagierte darauf am 3. Mai 1933 mit einer Rede „Marienau und der Nationalsozialismus“, aus der auch Kersken sehr ausführlich zitiert. Darin heißt es unter anderem:

„Die Neuordnung der Dinge kann uns daher nur folgende Frage stellen: Stimmt das, was der jetzige Staat will im Wesentlichen mit dem Wesentlichen unserer bisherigen Erziehungsarbeit überein, können wir etwa notwendig werdende Änderungen vornehmen, ohne uns im Innersten untreu zu werden? Wenn wir diese Frage nicht bejahen können, dann bleibt nichts andere übrig, als das Heim aufzulösen. Ich glaube jedoch, dass, wenn ich das Wollen der Regierung richtig verstehe, eine Umstellung an den Punkten, die die entscheidenden zu sein scheinen, nicht zu erfolgen braucht, ja dass unsere bisherige Erziehung zum Teil das schon vorausgenommen hat, was die Regierung heute verlangt.“

Zu dem, was in Marienau schon vorweggenommen wurde, zählt Bondy die Gleichwertigkeit von intellektueller Bildung und körperlicher Ertüchtigung, wobei letztere nun ergänzt worden sei durch „Kriegsspiele, Geländespiele, Schwimmen, Leichtathletik usw. Wenn wir bei uns jetzt als Neuerung den Wehrsport einführen, so bedeutet das keine grundsätzliche Änderung, sondern nur eine Ergänzung unserer körperlichen Ausbildung. Im Zusammenhang damit sind auch die Appells etwas verändert worden. Sie finden nicht mehr in der bisherigen Weise statt, sondern in strafferer, dem Militärischen angeglichenen Form.“ Kersken kommt nicht umhin, festzustellen, dass die „speziellen Anforderungen beim Geländesport […] unübersehbar paramilitärischen Charakter“ gehabt haben, begnügt sich aber ansonsten damit, es als „eine auch aus heutiger Sicht noch immer provokante Fragestellung“ zu finden, ob die Landerziehungsheime, insbesondere Marienau, eine Antizipation des Nationalsozialismus betrieben hätten.
Für Kappeler liegt es dagegen in der Konsequenz von Bondys Denken, dass er den Nationalsozialismus begrüßte und die Kompatibilität der Theorie und Praxis seiner Reformpädagogik mit den Erziehungsvorstellungen des NS-Staates in allen Punkten bejahte. Ähnlich wie Kersken weist auch Kappeler darauf hin, dass Bondy nur eine einschneidende Veränderung wahrhaben wollte, nämlich die Politisierung der Schule, die früher bewusst vermieden worden sei. „Aber da es inzwischen keine politischen Parteien mehr gebe, falle somit auch die früher notwendige Zurückhaltung fort: ›So gehört ein Teil der Lehrer der S.A. an, die Hitlerjugend hat immer mehr Mitglieder bei uns, ihr Wachstum wird unterstützt.‹“ Und so muss auch Kersken einräumen, dass es für Max Bondy „auf der rein pädagogischen Ebene keinerlei Ansatzpunkte für prinzipielle Auseinandersetzungen oder einen potentiellen Dissens mit den neuen Machthabern“ gegeben zu haben scheint. Doch es greift zu kurz, den fehlenden „Dissens mit den neuen Machthabern“ nur auf der pädagogischen Ebene zu verorten und damit Bondys fehlende politische Distanz zum NS-Staat auszublenden. Zu sehr erinnert dies an ein Zitat aus Theodor W. Adornos Minima Moralia: „Der vage Ausdruck erlaubt dem, der ihn vernimmt, das ungefähr sich vorzustellen, was ihm genehm ist und was er ohnehin meint.“
Manfred Kappeler schließt aus, dass Max Bondy „in vorauseilendem Gehorsam sich wie ein gewievter ›Wendehals‹ bei den Nazis anbiedern wollte“, stellt aber gleichwohl die Frage, „wie seine Zustimmung, sein Glauben an die ›Sendung‹ der Nazis, mit der von ihm immer wieder betonten ›Geformtheit‹ und dem ›adligen Stil‹ des Freideutschen Menschen, den er für sich in Anspruch nahm und von anderen forderte, zusammenzubringen ist“. Kappeler unterstellt, dass Bondy wie viele andere mit ähnlichen Biographien wie er auch die Möglichkeit gehabt hätte, die politischen Verhältnisse und deren Entwicklung anders zu sehen, zu beurteilen und entsprechend zu handeln. Davon legen alleine schon die vielen aus der Jugendbewegung und der Reformpädagogik kommenden Pädagogen Zeugnis ab, die gleich nach Hitlers Machtantritt ihre Schulen ins Exil verlegten. Auch Kersken weist auf die frühen Emigranten hin, rekurriert dann aber wieder auf einen aus dem Fronterlebnis im Ersten Weltkrieg gespeisten Zeitgeist, dem Bondy verhaftet gewesen sei, und das in zweifacher Weise: Die Idee von der ›Volksgemeinschaft des Schützengrabens‹ sei ihm immer Vorbild für den zu schaffenden Staat der Zukunft gewesen, und nach Hitlers Machtantritt sei sein Frontkämpferstatus für ihn zu einem Beleg für seine absolute nationale Zuverlässigkeit und Integrität gegenüber der nationalsozialistischen Regierung geworden. Doch Kappeler lehnt es im Falle Bondys ab, von einem Automatismus zwischen Zeitgeist und persönlicher Entscheidung auszugehen, da eine „solche Annahme […] die Dimension der persönlichen Verantwortung für das eigene Denken, Sprechen und Handeln negieren würde“. Nach ihm hätte Bondy anders handeln können. „Aber er wollte es nicht. Ein ›er konnte es nicht‹ würde bedeuten, ihm gerade das abzusprechen, was er immer als Erziehungsziel propagiert hat, ›den Dingen auf den Grund gehen, sich nichts vormachen und sich nichts vormachen lassen‹ und ihm die Verantwortlichkeit für das eigene Sprechen und damit für das eigene Handeln nicht zuzutrauen.“

## Die erzwungene Emigration
Es ist zu vermuten, dass Max Bondys Frontkämpferprivileg ihn in einer gewissen Sicherheit wiegte und ihm auch für einige Zeit tatsächlich Schutz vor direkten Verfolgungen durch den NS-Staat gewährte. Dennoch verweist Kersken schon auf frühe Überlegungen in Richtung Emigration, die aber wesentlich Gertrud Bondy zuzuschreiben sind, die über eine realistischere Einschätzung zum Nationalsozialismus verfügte.

„GERTRUD BONDY war durch das Milieu ihrer Herkunft die ‚weltläufigere‘ von beiden, sie bewegte sich in ihrem Denken eher in internationalen Kategorien, sie sprach – im Unterschied zu ihrem Mann – allein sechs Sprachen fließend: Deutsch, Tschechisch, Englisch, Französisch, Italienisch und Spanisch. MAX BONDY bewegte sich in seinem durch die Jugendbewegung geprägten Denken damals vorzugsweise in ‚nationalem‘ Rahmen: Zentrum auch seiner Gefühlswelt war Deutschland, die deutsche Kultur, die deutsche Sprache. Und vermutlich war für ihn allein schon der Gedanke, irgendwann einmal Deutschland verlassen zu müssen, eine geradezu traumatisch besetzte Vorstellung.“

Kerskens legt nahe, dass diese Gefühlswelt der Hintergrund für Max Bondys „heute fast schon krampfhaft erscheinenden Versuche eines Arrangements mit den neuen Machthabern“ gewesen sein mögen. Ob diese Versuche deshalb auch zu relativieren sind, wie sie formuliert, scheint angesichts seiner oben zitierten vielfältigen Übereinstimmungen mit den Nationalsozialisten aber mehr als fraglich. Jedenfalls aber obsiegte ab 1934 wohl doch eine „Doppelstrategie von politischer Anpassung und Wiederaufnahme der Emigrationspläne“. Ob es zu letzteren „auch bei MAX BONDY konkrete äußere Anstöße gegeben hat“, vermag auch Kersken nicht zu sagen. Es dürfte aber sicher sein, dass die Pläne zur Emigration vor allem von Gertrud Bondy vorangetrieben wurden, wie Eva Michaelis-Sterns Erinnerungen es nahelegen.

„Gertrud war viel realistischer. Ich erinnere mich, daß sie – als sie einmal in Berlin bei mir zu Besuch war, während der Hitlerzeit – sagte: ‚Wenn Max sich nicht zur Auswanderung entschließen kann, nehme ich die drei Kinder und gehe mit ihnen allein ins Ausland.‘ Und ich hatte den Eindruck, daß dieser Entschluß bei ihr bereits feststand. Ich nehme an, daß sie innerlich davon überzeugt war, daß er ihr über kurz oder lang folgen würde.“

Vermutlich ab 1934 korrespondierte Max Bondy mit dem inzwischen in der Schweiz lebenden Paul Geheeb und dessen Frau Edith über Emigrationspläne in die Schweiz. Dabei kam Bondy auch schon auf Gland zu sprechen, wo er später seine erste Exilschule, Les Rayons, eröffnete. Im September 1935 unternahm dann das Ehepaar Bondy zwecks weiterer Erkundungen eine als Erholungsreise getarnte Fahrt in die Schweiz. Parallel dazu waren auch schon Aktivitäten gestartet worden, um einen potentiellen Nachfolger für Max Bondy in Marienau zu finden. Eine um die Jahreswende 1935/1936 scheinbar bevorstehende Übersiedelung in die Schweiz hat sich dann aber noch nicht realisieren lassen. Stattdessen geriet 1936 Marienau und mit ihm Max Bondy verschärft ins Visier der Nationalsozialisten. Ein Gestapo-Bericht vom 6. Juli 1936 befasst sich sehr ausführlich mit der in der näheren Umgebung bereits als Judenschule verrufenen Anstalt. Örtliche Parteikreise nahmen daran Anstoß, „dass Bondy an den Flaggenparaden teilnimmt und den deutschen Gruß erweist. Für die Lehrerschaft sind durch ihre Stellung im Internat innere Konflikte entstanden, weil sie einerseits die ihnen zufallenden erzieherischen Aufgaben im nationalsozialistischen Staat zu erfüllen haben, sich aber andererseits durch die Aufsicht des jüdischen Internatsleiters daran gehindert sehen. Ein Zwiespalt ist auch dadurch entstanden, dass die SA das Internat als jüdisches Unternehmen bezeichnet und daher den Lehrern verboten hat, innerhalb des Schulbetriebes Parteiabzeichen zu tragen.“
Es gibt keine Äußerungen Bondys über die seit 1933 zunehmenden Ausgrenzungen von Juden, auch nicht darüber, ob er sich davon bedroht gefühlt hat. Eva Michaelis-Stern spricht im Hinblick auf Bondys Verhältnis zur Judenproblematik von „einer gewissen Vogel-Straß-Politik“: „Seine nichtarische Abstammung hat ihn nie interessiert, von Judentum und jüdischer Kultur wußte er nichts. […] Max hatte gehofft, eine kulturelle Führerschicht für Deutschland heranzuziehen, und er konnte sich nicht vorstellen, daß er, der für Deutschland gekämpft hatte, ausgestoßen werden könnte.“ 1936 wurde er nun gezwungen, sich auf seine jüdische Herkunft zu besinnen, denn diese ist der zentrale Vorwurf in dem Gestapo-Bericht.

„Weder MAX BONDYS deutsch-nationale Einstellung noch die Tatsache, für Deutschland im Ersten Weltkrieg gekämpft zu haben, lassen es als gerechtfertigt und auch nur als naheliegend erscheinen, dass er sich weiterhin in seiner Selbstwahrnehmung als Deutscher empfinden wird. Ihm wird das Bewusstsein der – für ihn ja absolut bedeutungslosen – jüdischen Herkunft als eigentliches und verbindliches Identitätskriterium zwangsweise übergestülpt, um dann aus genau dieser Tatsache einen Vorwurf abzuleiten – ein Teufelskreis.“

Kerskens merkt an, dass vor diesem Hintergrund die anderen Vorwürfe aus dem Gestapo-Bericht wie Nebenschauplätze der Kritik erscheinen, eben auch die, die Bondys pädagogischen Ansatz betreffen. Dies nimmt Kappeler zum Anlass, der Legendenbildung entgegenzutreten, Max Bondy sei als Reformpädagoge aus Deutschland verdrängt worden.

„Max Bondy wurde nicht wegen seiner Pädagogik von den Nazis aus dem Land getrieben. Die kann man – bei genauerer und kritischer Befassung mit ihren Inhalten – nicht als ›human‹ bezeichnen. Sie stimmte – im Gegenteil – mit der NS-Pädagogik weitgehend überein. Der NS-Staat wollte jedoch keinen von ihm als ›rassisch minderwertig‹, als ›jüdischstämmig‹ definierten Pädagogen als Schulleiter dulden, der unter den von ihm eingeführten ›Arierparagraphen‹ fiel.“

Kersken bestätigt das indirekt, wenn sie abschließend aus dem Gestapo-Bericht zitiert, dass „eine nationalsozialistische Erziehung der Schüler mit der jüdischen Leitung nicht vereinbar sei“, und dieser Standpunkt sei vor allem von der Lehrerschaft vertreten worden.
Anfang Juli 1936 hatte Max Bondy George Roeper, seinem späteren Schwiegersohn, einen Verkaufsvorschlag für Marienau unterbreitet. Dieser Vertrag kam aus unbekannten Gründen nicht zustande. Unklar ist auch, ob sich Gertrud Bondy zu diesem Zeitpunkt noch in Marienau aufhielt, denn diese ging definitiv 1936 zusammen mit den beiden jüngeren Kindern nach Gland, offiziell, um dort die Schule Les Rayons zu reorganisieren. Max Bondy und seine älteste Tochter Annemarie blieben vorerst in Marienau zurück. Ende 1936 erfolgte dann die staatliche Ankündigung, dass die Schule nur noch bis zum 1. April 1937 von Bondy weitergeführt werden dürfe.
Nach Kersken hat Max Bondy Ende 1936 zu dem damaligen Leiter des Landheims Schondorf, Ernst Reisinger, Kontakt aufgenommen, um die Nachfolgefrage für Marienau voranzutreiben. Weshalb Schondorf und weshalb Reisinger, lässt Kersken offen, doch auf Empfehlung von Reisinger übernimmt schließlich der Schondorfer Lehrer Bernhard Knoop zum 2. April 1937 die Schule Marienau und sichert damit deren Fortbestand. Knoop war der ehemalige Lehrer und, in erster Ehe, Schwager von Christoph Probst. Bondy sollte für die Schulgemeinde Marienau 108.000 Mark erhalten, ein Zwangsgeld, das er jedoch nicht bekam. 58.000 Mark dienten der Zwangstilgung von Hypotheken und 50.000 Mark waren auf einem Sperrmark-Konto der Dresdner Bank vor dem Zugriff durch den jüdischen Eigentümer Bondy festgesetzt.
Am 5. April 1937 wandte sich Knoop in einem Brief an die Eltern und verlangte, „dass es sich schon nach wenigen Wochen zeigen müsse, ob ein neuer Geist in Marienau eingezogen sei“ und dass „der in jeder Weise vernachlässigte Betrieb wieder geordnet und gestrafft, die Gesamterziehung nach dem Wollen des Führers und im Sinne der Gedanken von Hermann Lietz in engster Fühlungnahme mit dem Landerziehungsheim Schondorf am Ammersee zielbewusst ausgerichtet werden“ müsse. Wenn Kersken in dem Zusammenhang meint, dass Koop damit „über das politisch unbedingt erforderliche Maß“ (ebendort) hinausgegangen sei, muss sie sich allerdings fragen lassen, ob sie angesichts der Bondyschen Treuebekundungen zum NS-Staat nicht mit zweierlei Maß misst. Und kaum nachvollziehbar ist auch ihre Einschätzung, dass durch den Wechsel von Bondy zu Knoop „deutlich ein Übergang vom progressiven ‚linken‘ Flügel der Landerziehungsheime zum eher konservativen ‚rechten‘ Flügel“ stattgefunden habe. Zutreffender ist es vielmehr, von einem Wechsel von einem jüdischen deutsch-nationalen Leiter zu einem nicht-jüdischen deutsch-nationalen Leiter zu sprechen.
Im Juni 1937 stattete Max Bondy letztmals Marienau einen Besuch ab, um sein Mobiliar abzuholen. Danach folgte er seiner Familie in die Schweiz.
1939 setzten sie ihr Exil in den USA fort und gründeten zunächst in Windsor (Vermont) und dann in Lenox (Berkshire County) im Staate Massachusetts eine neue Schule.

## Nach dem Zweiten Weltkrieg
Nach dem Ende des Zweiten Weltkriegs versuchte Max Bondy, als Verfolgter des Nationalsozialismus sein ehemaliges Eigentum, die Schule in Marienau wieder zu erhalten, um sich der Reeducation der Deutschen zu widmen und Schule nach einer in der Emigration gereiften Idee der One-World-Pädagogik auszurichten. Das wurde ihm aber verwehrt, weil er inzwischen die amerikanische Staatsbürgerschaft angenommen hatte und Ausländer zu dieser Zeit – 1947 – kein Eigentum in Deutschland erwerben durften. Verbittert über diese Entscheidung erlebte er das Inkrafttreten der deutschen Gesetzgebung zur Wiedergutmachung nicht mehr. 1951 starb Max Bondy im Alter von 58 Jahren in Boston an Leukämie. Er wurde auf dem Mountain View Cemetery in Lenox beigesetzt.
Bernhard Knoop leitete Marienau bis zum Jahr 1969. Dass dies nicht ausschließlich eine Zeit der Finsternis war, muss auch Kersken anerkennen.

„Trotz seines eher patriarchalischen Führungsstils wird in einem Gutachten von Minna Specht Anfang der 50er Jahre vor allem die gut funktionierende Schülerselbstverwaltung gelobt. Die Gründung eines gemeinnützigen Schulvereins (1956) bereitet den stufenweisen Übergang des Privatbesitzes Marienau in die Verantwortung eines Trägervereins vor. Neben den zahlreichen musischen und schulischen Aktivitäten auf hohem Niveau (‚Musische Woche‘ / ‚Naturwissenschaftliche Woche‘) ist die Knoop-Ära zunehmend eine Phase auch der reflexiven Selbstbesinnung auf die eigentliche Funktion der Landerziehungsheime im zeitgenössischen Kontext: In der spezifischen Struktur dieser Schulen sieht Knoop eine besondere Chance für eine Erziehung zu demokratischem Verhalten und politischem Engagement, also eine Erziehung zu öffentlichen Tugenden.“

Auf Knoop folgt Günter Fischer, bevor 1986 Wolf-Dieter Hasenclever die Schulleitung übernahm. Unter ihm, einem Gründungsmitglied der baden-württembergischen Grünen, begann die Aufarbeitung der Vergangenheit. 1989 entstand ein Archiv, das in dem neugebauten Bondy-Haus eingerichtet wurde. Mit der Hinwendung zum „Ökologischen Humanismus“, mit deutsch-israelischen Austauschprogrammen und einer ökologischen Aufbruchbewegung der schulischen Jugend wurden Ideen zur „zeitgemäße[n] Fortsetzung der Reformpädagogik in der Marienauer Tradition“ begründet.

## Kritik
Ehrenhard Skiera meint, die Reformpädagogik habe „als die eigentliche, die gute oder sogar die beste Pädagogik“ gegolten und man habe die „doch kritischen Momente unterdrückt, die irrationalen, ja, man kann fast sagen, die antihumanistischen Momente, die in der Reformpädagogik auch drin stecken, die hat man schlichtweg negiert, uminterpretiert oder irgendwie verharmlost; oder was man heute auch noch antrifft: Man lässt sie einfach unter den Tisch fallen.“ In diesem Sinne entwarf Jürgen Oelkers ein deutlich kritischeres Bild dieser „eigentlichen Pädagogik“: „Die deutsche Reformpädagogik vor dem Ersten Weltkrieg ist in weiten Teilen ein konzeptionelles Gemisch aus Platonismus, Lebensreform und reaktionärer Gesellschaftstheorie. Die ‚neue Erziehung‘ war gekoppelt an eine Erlösungsrhetorik, die ständig einen pädagogischen Eros beschwor, der die alternative Praxis bestimmen sollte. Theosophie und Anthroposophie zogen die Sucher der ‚neuen Erziehung‘ an, die sich dann mit dem ‚Geist‘ der Elitenbildung umhüllen konnten. Demokratie war nur bei den wenigen Sozialisten angesagt, die erst nach 1918 eigene Schulen gründeten und nach 1933 in Vergessenheit gerieten.“ Teile dieser Kritik treffen auch auf Max Bondy zu.

### Die Verschwisterung von Freischaridee und Reformschulidee
Wie oben schon erwähnt, kam Max Bondy während seines Studiums in Freiburg mit der Jugendbewegung in Kontakt und engagierte sich in der Deutschen Akademischen Freischar. Dass er sich als Freiwilliger zum Militärdienst gemeldet hatte, unterschied ihn nicht von den meisten männlichen Mitgliedern der deutschen Jugendbewegung, deren Kriegsbegeisterung oft einherging mit einer Kritik an der westlichen Kultur, von der behauptet wurde, sie befördere „einen negativen, egoistisch auf Genuss und Selbstbereicherung ausgerichteten Individualismus und gehe einher mit einer Tendenz zu Oberflächlichkeit, Kulturverfall und Bindungslosigkeit. Dieser stellt man die tiefe, sittliche volksgemeinschaftlich eingebundene ‚Kultur‘ gegenüber, die zum wesentlichen Merkmal der deutschen Nation erhoben wird.“ Für viele studentische und intellektuelle Kriegsbegeisterte platzte im Verlaufe des Krieges der Traum der Volksgemeinschaft und einer damit einhergehenden sittlichen Erneuerung; viele wurden Pazifisten.
Bondy hielt als Offizier durch; von einer Desillusionierung durch den Krieg ist bei ihm nichts zu verspüren. Eher sieht es danach aus, als ob er weiterhin dem Ideal einer „tiefen, sittlichen volksgemeinschaftlich eingebundenen Kultur“ verhaftet geblieben sei. 1916 beschrieb er in der Zeitschrift Freideutsche Jugend seine Vorstellung eines adeligen Wesens, das über die Jugendbewegung hinaus prägend für seine Erziehungsvorstellungen blieb und in dem sich ein ausgeprägtes „Elitebewußtsein junger Leute aus dem auch ökonomisch gut gestellten Bildungsbürgertum“ manifestierte.

„Das war gerade das Besondere der besten Freideutschen Verbände, das, was den Unterschied gegen jede andere Vereinigung ausmachte: sie konnten die oft täuschenden, in sich unklaren Maßstäbe, wie Geld, Rang, Rasse, die sonst in jeder nicht freideutschen, unfreideutschen Gemeinschaft ausschlaggebend sind, fallen lassen, weil ihnen der Sinn für das Unbedingte, der Instinkt für das Innerlichste, für das Seelische, für das Adlige vorhanden ist. Es ist das unbewußt Erziehliche bei den jüngeren Verbänden, das bewußt Erziehliche bei den älteren, daß bei jeder Neu-Aufnahme das Gefühl für das wieder lebendig wird, was das Wesentliche am Menschen ist, was der adlige Teil seiner Seele ist.“

Manfred Kappeler meint in dem Zusammenhang, dass sich Max Bondy mit seiner Vorstellung vom Adel des Geistes – anders als sein Bruder Curt, der sich der Arbeiterjugendbewegung zuwandte – damit Vorstellungen „der liberal-konservativen oberen Mittelschicht“ zu eigen gemacht habe und letztlich auch den Blick für die gesellschaftliche Realität verloren habe. In einem Aufsatz von 1919, wiederum für die Freideutsche Jugend, postulierte Bondy: „Niemals wird das lebendige Verhältnis der Menschen untereinander auf wirtschaftlicher Grundlage aufgebaut werden können. Niemals ist es bisher gelungen; alle bisherigen Versuche sind auf religiöser Grundlage gemacht worden. Selbst die tüchtigen Menschen, die heute glauben, die Schuld an allem Unheil sei die verkehrte Wirtschaft, haben schon ihre wirkliche seelische Tiefe verschüttet.“ Er appellierte stattdessen an die starken Kräfte im Individuum, deren Erweckung und Betonung alleine die Vereinzelung der Individuen überwinden und zu menschlichen Verhältnissen der Menschen untereinander führen könnten.
Diese Erlösungsrhetorike (Oelkers, sie oben) war wohl ein wesentliches Fundament, auf dem die Freie Schul- und Werkgemeinschaft Sinntalhof aufbaute, und sie kulminierte 1922 in Bondys Text über Das neue Weltbild in der Erziehung in dem es unter anderem hieß:

„Draußen wird gelärmt. Man redet, agitiert für politische Systeme, ›klärt auf‹, - stillos, ohne Würde. Die Führenden Männer im heutigen Deutschland sind mit wenigen Ausnahmen eine Summe blinder, rechthaberischer Redner und Schreiber. Mehr als je ist heute das öffentliche Auftreten Streberei, Plebejerwerk, Stillosigkeit. - Wir müssen schweigend in unserer Art wirken, bewußt uns enthaltend von aller Betriebsamkeit, nicht aus Schwäche oder asozialem Ästhetentum, sondern gerade aus Kraftbewußtsein, aus dem Willen nur die Tat zu bejahen, die uns als ein ›Nichtanderskönnen‹ gleichsam als eine Offenbarung erscheint. Wir wissen: diese Tat ist für uns die Arbeit am Menschen vom Rang. (…) Zur Tat werden wir erziehen und durch unser Zusammengehörigkeitsgefühl, durch unser Stilbewußtsein wird diese Tat Reinheit und Weihe, den Abglanz des Unbedingten erhalten. Das ist (…) die große deutsche Aufgabe der Gegenwart und Zukunft: Von ihrer Lösung wird es abhängen, ob mit dem großen deutschen Weltreich alles zugrunde geht, oder ob das Wesentliche – jetzt nur keimhaft vorhanden – gerettet werden kann: eine Gemeinschaft mit gleichartigem Stilgefühl, die den kommenden deutschen Menschen umfaßt.“

Angesichts der wirtschaftlichen und politischen Situation der Weimarer Republik im Jahre 1922 kann man dieses Zitat als Absage eines um sein Stilgefühl besorgten Bürgers an jegliches politisches Engagement lesen, als Politikverachtung gar, oder, wie Barbara Kersken, die frühere Leiterin des Archiv Schule Marienau, als „Verschwisterung von Freischaridee und Reformschulidee“, in deren Folge eine „Schule neuen Stils“ entstand, „die, wenn auch in kleinem bescheidenen Rahmen, tapfer und energisch zur Schaffung einer besseren menschlichen Gesellschaft“ beitrug. George Roeper meinte, Bondy habe keine Weltfremdheit gewollt, sondern ein „Bejahen der Gegenwart“, in jeder Hinsicht „Zeitgenossenschaft“.
Auch das Konzept einer Schulgemeinde als „Kulturschule“, „einer Gemeinschaft mit gleichartigem Stilgefühl“, das Max Bondy in vielen seiner Morgensprachen beschwor, bedeutet „Zusammengehörigkeitsgefühl“ jenseits des „Lärms von draußen“. Laut Kappeler sei Bondys Kulturbegriff ein „Edelsubstantiv“, mit dem er wortreich operiere, ohne es mit Inhalt zu füllen. 
In einer Morgenandacht vom 1. Oktober 1928 führte Bondy aus:

„Unsere Schule hier will bewusst eine Kulturschule sein. Sie will nicht nur Wissen vermitteln. Es gibt auch eine Kultur des Denkens. Der Wille, zu einer bestimmten Klarheit über uns selbst zu kommen. Wenn es tatsächlich dahin kommt, dass es in Deutschland keine Schicht mehr gibt, die geistige Ansprüche macht, die einen Kulturwillen hat, dann ist das viel schlimmer als der verlorene Krieg. Durch ihn hat Deutschland das äußere Ansehen, die äußere Macht verloren, wenn Deutschland aber seine Schicht mit Kulturwillen verliert, verliert es sich selber.“

Wer diese „Schicht mit Kulturwillen“ ist, bleibt zunächst unausgesprochen, doch 1932 postuliert er:

„Junge Menschen, die von uns kommen, müssen, insofern unsere Erziehung wirklich wirksam geworden ist, als Sauerteig wirken, in dem sie wieder Menschlichkeit in die politisierenden Massen hereinbringen.“

Es ist also diese kleine Gruppe von Kindern und Jugendlichen, die die Möglichkeit hatte, an Bondys Ziel „die Erneuerung der deutschen Gesellschaft durch die ›neue Schule‹“ zu partizipieren, die sich den „politisierenden Massen“, den „blinden, rechthaberischen Rednern und Schreibern“, kurzum dem „Draußen, wo gelärmt, geredet, agitiert und aufgeklärt“ wird, entgegenstellen soll.

## Werke
- Baiersdorf, eine kunstgeschichtliche Untersuchung. Erlangen 1923
- Das neue Weltbild in der Erziehung. Diederichs, Jena 1922
- „Ich muß mich dann immer damit beschäftigen, bis ich es Euch gesagt habe.“ Reden an junge Deutsche (1926–1947). Schule Marienau, Dahlem-Marienau 1998